# 데이브 브레일스퍼드

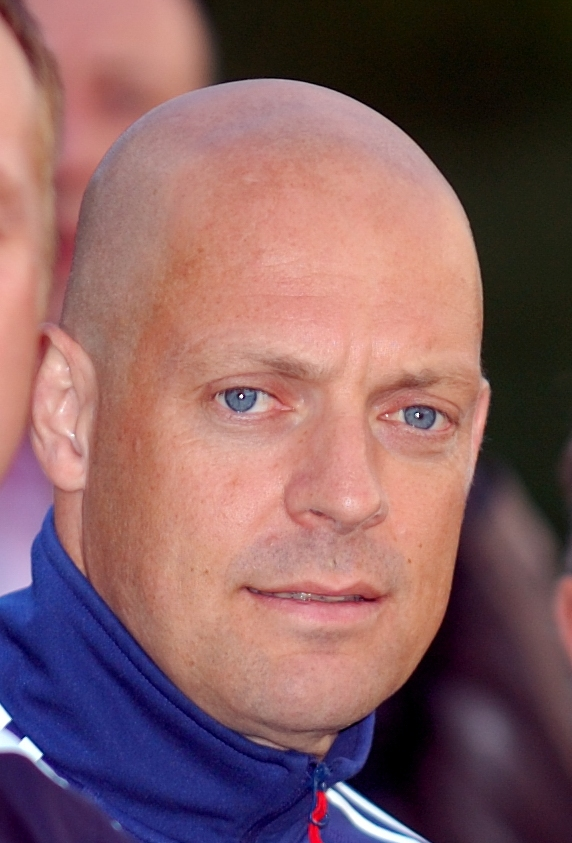
데이브 브레일스퍼드 (2007년)

데이브 브레일스퍼드 경(영어: Sir David John "Dave" Brailsford, CBE, 1964년 2월 29일 ~ )은 영국의 사이클 코치로, 1997년부터 2014년까지 영국 사이클 국가대표팀 코치를 지내며 2004년 아테네 올림픽, 2008년 베이징 올림픽, 2012년 런던 올림픽에서의 경기력 향상을 이끌었다.
2010년부터는 팀 스카이(Team Sky)의 단장(general manager)으로 있다.

## 서훈
- 2005년 대영 제국 훈장 5등급(MBE) 수훈[1]
- 2009년 대영 제국 훈장 3등급(CBE) 수훈[2]
- 2013년 기사작위(Knight Bachelor) 서임[3]